# Pekan Tua
Pekan Tua is een bestuurslaag in het regentschap Indragiri Hilir van de provincie Riau, Indonesië. Pekan Tua telt 4281 inwoners (volkstelling 2010).